# 섀넌 도허티
섀넌 도허티(Shannen Doherty, 영어 발음: /ˈdoʊ.ərti/, 1971년 4월 12일 ~ 2024년 7월 13일)는 미국의 배우, 제작자, 작가이다. 출연작 중 《초원의 집》(1982-83), 《베벌리힐스 아이들》(1990-94), 《참드》 (1998-2001)이 유명하다.
2024년 7월 13일, 향년 53세 유방암으로 사망했다.

## 출연 작품

### 영화
- 마우스 킹 (1982)
- 뉴욕의 사랑 (1982)
- 추억의 간주곡 (1985, The Other Lover)
- 청춘 댄스 파트너 (1985, Girls Just Want to Have Fun)
- 헤더스 (1989)
- Freeze Frame (1992)
- 총알 탄 사나이 3 (1994)
- 블라인드폴드 (1994)
- 탈옥자들 (1994, Jailbreakers)
- 버닝 패션: 마가렛 밋첼 스토리 (1994, A Burning Passion: The Margaret Mitchell Story)
- 몰래츠 (1995)
- 섀넌 도허티의 실종 (1996, Gone in the Night)
- 킬링 티켓 (1997, The Ticket)
- 어디에도 없는 영화 (1997)
- 스트라이킹 포즈 (1999, Striking Poses)
- 사탄 스쿨 (2000, Satan's School for Girls)
- 제이 앤 사일런트 밥 (2001)
- 어나더 데이 (2001, Another Day) - 케이트 역
- View of Terror (2003)
- 최후의 카테고리 7 (2005)
- 크리스마스 케이퍼 (2007, Christmas Caper)
- 키스 미 데들리 (2008, Kiss Me Deadly)
- 그랜드 캐년의 잃어버린 보물 (2008, The Lost Treasure of the Grand Canyon)
- Encounter with Danger (2009)
- Growing the Big One (2010)
- 버닝 팜스 (2010, Burning Palms)
- Witchslayer Gretl (2012)
- Bukowski (2013)
- 블러드 레이크: 어택 오브 더 킬러 램프리 (2014)
- Back in the Day (2016)
- 말하지 못한 진실 (2018, No One Would Tell)

### 텔레비전
- 내일은 태양 (1981, Father Murphy)
- 초원의 집 (1982-83)
- 케네디가의 신화 (1985, Robert Kennedy and His Times)
- 할아버지는 멋쟁이 (1986-88, Our House)
- 베벌리힐스 아이들 (1990-94)
- 더 데일리 쇼 (1998-99)
- 참드 (1998-2001)
- 지미 키멀 라이브! (2003-04)
- Last Call with Carson Daly (2003-06)
- 노스 쇼어 하와이 (2004-05, North Shore)
- 90210 (2008-09)
- 댄싱 위드 더 스타 (2010)